# Marie Richardson
Marie Elisabet Richardson, född 6 juni 1959 i Ljusdals församling i Gävleborgs län, är en svensk skådespelare.

## Biografi
Richardson studerade vid Statens scenskola i Stockholm och har varit engagerad vid Dramatens fasta ensemble sedan hon gick ut skolan 1985. Dessförinnan hade hon gått Slottegymnasiet i Ljusdal och studerat vid Skara Skolscen. Hon filmdebuterade 1987 i Jonas Cornells Lysande landning. Hon har arbetat med många framstående regissörer på scen och film, såsom Ingmar Bergman, Daniel Bergman, Stanley Kubrick, Bille August, Peter Oskarson, Björn Runge. 
År 1993 erhöll hon Amandaprisen för sin roll i den norska filmen Telegrafisten och 2004 fick hon med övriga ensemblen Silverbjörnen vid Berlins filmfestival och nominering till en Guldbagge för Bästa kvinnliga biroll i filmen Om jag vänder mig om. År 2009 erhöll hon Gösta Ekman-stipendiet och 2011 förlänades hon medaljen Litteris et Artibus för sitt samlade arbete.

### Familj
Richardson är gift med Jakob Eklund och har tillsammans två barn. Marie Richardson är dotter till kamreren Bo Richardson och kanslisten Karin Pira, samt sondotter till disponenten Richard Anderson. 

## Filmografi i urval
- 1987 – Damorkestern
- 1987 – Lysande landning (TV-serie)
- 1991 – Riktiga män bär alltid slips – Mona
- 1991 – Önskas – Anita
- 1992 – Söndagsbarn – Marianne
- 1993 – Telegrafisten- Elise Mack
- 1993 – Polis polis potatismos – Helena Hansson
- 1993 – Hemresa
- 1998 – Djungelboken: Mowglis äventyr – Raksha (svensk röst)
- 1999 – Noll tolerans – Helén Andersson
- 1999 – Eyes Wide Shut – Marion Nathanson
- 2000 – Det blir aldrig som man tänkt sig – Gina
- 2000 – Trolösa – Anna Berg
- 2000 – Gossip – Cecilia Falck
- 2001 – Livvakterna – Helén Andersson
- 2002 – Alla älskar Alice – Lotta Lindberg
- 2002 – Asterix & Obelix: Uppdrag Kleopatra – Kleopatra
- 2003 – Om jag vänder mig om – Sofia, Mats hustru, Rickards älskarinna
- 2003 – Emma och Daniel: Mötet – Sara, Daniels mamma
- 2003 – Den tredje vågen – Helén Andersson
- 2003 – Ondskan – Erik Pontis mamma
- 2005 – Mun mot mun – Ewa
- 2005 – Steget efter – Maja Thysell
- 2006 – Annans bästa kompis
- 2006 – Godkänd
- 2006 – Brandvägg – Maja
- 2007 – Wallander – Pyramiden – Maja Thysell
- 2007 – Beck – Gamen – Annika Vedén
- 2009 – Johan Falk – Gruppen för särskilda insatser – Helén Andersson
- 2009 – Johan Falk – Vapenbröder – Helén Andersson
- 2009 – Johan Falk – National Target – Helén Andersson
- 2009 – Johan Falk – Leo Gaut – Helén Andersson
- 2009 – Johan Falk – Operation Näktergal – Helén Andersson
- 2009 – Johan Falk – De fredlösa – Helén Andersson
- 2011 – Någon annanstans i Sverige – Anki
- 2012 – Johan Falk: Spelets regler – Helén Andersson
- 2012 – Johan Falk: De 107 patrioterna – Helén Andersson
- 2012 – Johan Falk: Alla råns moder – Helén Andersson
- 2012 – Johan Falk: Organizatsija Karayan – Helén Andersson2012 – Johan Falk: Barninfiltratören – Helén Andersson/Helén Falk
- 2013 – Johan Falk: Kodnamn Lisa – Helén Falk
- 2013 – Rum 301
- 2013 – Monsters University – Dekanus Abigail Hardscrabble
- 2013 – Känn ingen sorg – Evas mamma
- 2014 – Stockholm Stories – Lena Melling
- 2015 – Johan Falk: Ur askan i elden – Helén Falk
- 2015 – Johan Falk: Tyst diplomati – Helén Falk
- 2015 – Johan Falk: Blodsdiamanter – Helén Falk
- 2015 – Johan Falk: Lockdown – Helén Falk
- 2015 – Johan Falk: Slutet – Helén Falk
- 2019 – En del av mitt hjärta – Greta
- 2020 – Pelle Svanslös – (röst)

## TV-roller i urval
- 1987 – Lysande landning (TV-serie) – Lily Sternmark
- 1987 – Paganini från Saltängen (TV-serie) – Stina
- 1988 – Clark Kent (TV-serie)
- 1991 – Mord och passion (TV-serie)
- 1991 – Goltuppen – Nina
- 1991 – Den goda viljan (TV-serie) – Märta Werkelin
- 1992 – Markisinnan de Sade (TV-pjäs) – Anne
- 1993 – Snoken (TV-serie) – Margareta Bruun
- 1997 – Larmar och gör sig till (TV-pjäs) – Pauline Thibault
- 1997 – Skärgårdsdoktorn (TV-serie) – Eva Steen
- 1998 – Glöm inte mamma! (TV-serie)
- 1999 – Gertrud (TV-pjäs)
- 2002 – Den 5:e kvinnan (TV-serie) – Maja Thysell
- 2003 – Mannen som log – Maja Thysell
- 2008 – Kungamordet (TV-mini serie) – Linda Jacobsson
- 2008 – Maria Wern - Främmande fågel (TV-serie) – Victoria Hammar
- 2008 – Oskyldigt dömd (TV-serie) – Ulrika Stiegler
- 2009 – Morden (TV-serie) – Evy
- 2009 – De halvt dolda (TV-serie) – Davids mamma
- 2009 – Kommissarien och havet - Den mörka ängeln (TV-serie) – Elisabeth Algård
- 2010 – Våra vänners liv Jenny Carlsson (TV-serie)
- 2012 – Torka aldrig tårar utan handskar (TV-serie) – Britta
- 2017 – Innan vi dör (TV-serie) - Hanna Svensson
- 2018 – Livet på Dramaten (TV-serie)
- 2018 – Tillsammans med Strömstedts (TV-serie)
- 2019 – Innan vi dör (TV-serie)

## Teater

### Roller (ej komplett)
| År   | Roll                                      | Produktion                                                                   | Regi                    | Teater                   |
| ---- | ----------------------------------------- | ---------------------------------------------------------------------------- | ----------------------- | ------------------------ |
| 1987 | Aktör                                     | Drottningens juvelsmycke Carl Jonas Love Almqvist                            | Peter Oskarson          | Dramaten                 |
| 1989 | Fru Linde                                 | Ett dockhem (Et Dukkehjem) Henrik Ibsen                                      | Ingmar Bergman          | Dramaten                 |
| 1991 | Bondfolk                                  | Fröken Julie August Strindberg                                               | Ingmar Bergman          | Dramaten                 |
| 1993 | Sjusoverskan                              | Rummet och tiden (Die Zeit und das Zimmer) Botho Strauss                     | Ingmar Bergman          | Dramaten                 |
| 1995 | C                                         | Tre långa kvinnor (Three Tall Women) Edward Albee                            | Björn Melander          | Dramaten                 |
| 1997 | Charlotta Ivanovna                        | Körsbärsträdgården (Вишнёвый сад, Visjnjovyj sad) Anton Tjechov              | Peter Langdal           | Dramaten                 |
| 1997 | Ann Deever                                | Alla mina söner (All my sons) Arthur Miller                                  | Björn Melander          | Dramaten                 |
| 1998 | Borgmästarinna Råtta                      | Råttfångaren Rikard Bergqvist                                                | Agneta Ehrensvärd       | Dramaten                 |
| 2002 | Luisa                                     | Nine Maury Yeston                                                            | Vernon Mound            | Malmö musikteater        |
| 2004 | Branom                                    | A Clockwork Orange 2004 Anthony Burgess                                      | Kasper Bech Holten      | Dramaten                 |
| 2009 | Frosine                                   | Den girige (L'Avare ou l'École du mensonge) Molière                          | Gösta Ekman             | Dramaten                 |
| 2011 | Getrud                                    | Hamlet William Shakespeare                                                   | Stefan Larsson          | Aarhus Teater            |
| 2012 | Mrs Houseman                              | Dirty Dancing Eleanor Bergstein                                              | Anders Albien           | Chinateatern             |
| 2012 | Siri von Essen                            | Tribadernas natt Per Olov Enquist                                            | Thommy Berggren         | Stockholms stadsteater   |
| 2015 | Sångaren Frälsningsarméchefen Bankkvinnan | Mannen utan minne (Mies vailla menneisyyttä) Aki Kaurismäki                  | Nadja Weiss             | Dramaten                 |
| 2015 | Lizavjeta                                 | Idioten Mattias Andersson efter Fjodor Dostojevskij                          | Mattias Andersson       | Dramaten                 |
| 2017 |                                           | Bråttom, bråttom Mattias Fransson och Sven Björklund                         | Birgitta Egerbladh      | Dramaten                 |
| 2017 |                                           | Improvisation på slottet Andreas T Olsson                                    | Andreas T Olsson        | Dramaten                 |
| 2017 | Elisabet Klar                             | Swede Hollow Ola Larsmo                                                      | Alexander Mørk-Eidem    | Dramaten                 |
| 2018 | Storhäxa                                  | Häxorna (The Witches) Roald Dahl                                             | Alexander Mørk-Eidem    | Dramaten                 |
| 2019 |                                           | Vi som fick leva om våra liv Mattias Andersson                               | Mattias Andersson       | Backa Teater/ Dramaten   |
| 2020 |                                           | Kvinnostaden (La Cité des Dames) Christine de Pizan                          | Staffan Valdemar Holm   | Dramaten                 |
| 2021 |                                           | Den yttersta minuten Mattias Andersson                                       | Mattias Andersson       | Dramaten                 |
| 2022 | Mrs Robinson                              | Mandomsprovet (The Graduate) Terry Johnson                                   | Sunil Munshi            | Kulturhuset Stadsteatern |
| 2023 | Athena Andromake Kör                      | Perserna/Trojanskorna (Πέρσαι, Persai/Τρῳάδες, Trōiades) Aischylos/Euripides | Karl Dunér              | Dramaten                 |
| 2024 | Mor                                       | Son och far Alexander Salzberger                                             | Alexander Salzberger    | Dramaten                 |
| 2024 |                                           | Titta en älg Kristina Lugn                                                   | Mellika Melouani Melani | Dramaten                 |

## Ljudboksuppläsningar (urval)
- 2006 – Evas bok av Marianne Fredriksson
- 2006 – Kains bok av Marianne Fredriksson
- 2006 – Noreas saga av Marianne Fredriksson
- 2008 – Innan jag dör av Jenny Downham
- 2008 – Månvarv av Alice Sebold
- 2012 – Krimineller av Aino Trosell